# Theilenhofen

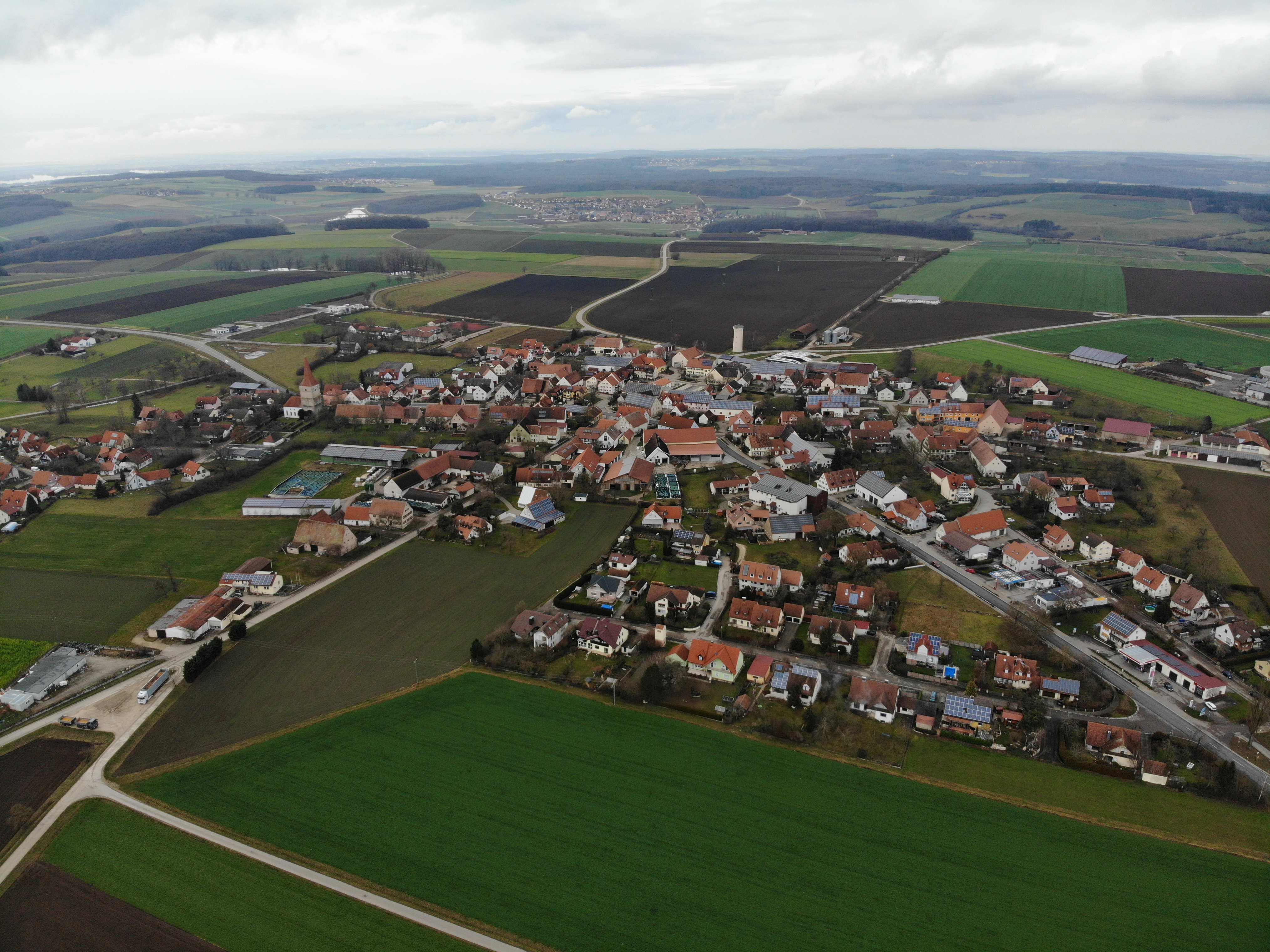
Luftaufnahme gen Nordwesten 2019

Theilenhofen ist eine Gemeinde im mittelfränkischen Landkreis Weißenburg-Gunzenhausen. Die Gemeinde ist Mitglied der Verwaltungsgemeinschaft Gunzenhausen.

## Geografie

### Lage
Theilenhofen liegt in der Region Westmittelfranken, rund 44 Kilometer Luftlinie südlich von Nürnberg und rund zehn Kilometer Luftlinie westlich von Weißenburg in Bayern entfernt. Das Gemeindegebiet ist wie ein nach Süden verlaufendes Dreieck geformt. Die Altmühl, an der der Ortsteil Gundelsheim liegt, bildet die Westgrenze der Gemeinde. Auf Gemeindegebiet münden der Dornhauser Mühlbach, der Wachsteiner Bach und (über einen Auengraben von dieser) der Weidachgraben in die Altmühl. Bei Theilenhofen entspringt der Knöpfelbach. Durch Theilenhofen verläuft die Bundesstraße 13, in der Antike führte der Limes durch das nördliche Gemeindegebiet. Die Gemeinde liegt hauptsächlich in einer weiten Offenlandschaft, geprägt von Wiesen und Feldern.

### Nachbargemeinden
Die Nachbargemeinden sind:
| Gunzenhausen | Pfofeld                                     | Pleinfeld |
| Dittenheim   | Kompassrose, die auf Nachbargemeinden zeigt | Ellingen  |
|              |                                             | Alesheim  |

### Gemeindegliederung
Die Gemeinde hat 5 Gemeindeteile (in Klammern sind der Siedlungstyp und die Einwohnerzahl angegeben):
- Dornhausen (Pfarrdorf, 263)
- Gundelsheim an der Altmühl (Pfarrdorf, 199)
- Rittern (Dorf, 83)
- Theilenhofen (Pfarrdorf, 446)
- Wachstein (Pfarrdorf, 202)

Auf dem Gemeindegebiet gibt es die Gemarkungen Dornhausen, Gundelsheim, Theilenhofen und Wachstein. Die Gemarkung Theilenhofen hat eine Fläche von 9,092 km². Sie ist in 831 Flurstücke aufgeteilt, die eine durchschnittliche Flurstücksfläche von 10941,05 m² haben. In ihr liegt neben dem namensgebenden Ort der Gemeindeteil Rittern.

## Geschichte

### Römisches Kastell
Gut 500 Meter nordwestlich lag von etwa 100 bis 250 n. u. Z. das 2,8 Hektar große Kastell Iciniacum, in dem ca. 600 Soldaten Infanterie und Kavallerie aus Braga stationiert waren. Von dort bis zum heutigen Ortsrand erstreckte sich das Lagerdorf.

### Bis zur Gemeindegründung
Erstmals erwähnt wurde Theilenhofen im 13. Jahrhundert. Der Ort lag in der Deutschordensballei Franken, die ab 1500 ein Teil des Fränkischen Reichskreises war. 1796 sequestrierte Preußen die Rechte des Deutschen Ordens (Dorf- und Gemeindeherrschaft durch die Landkommende Ellingen). Im Vertrag von Paris (Februar 1806) fiel Theilenhofen mit dem preußischen Fürstentum Ansbach durch Tausch an das Königreich Bayern. Im Zuge der Verwaltungsreformen in Bayern entstand mit dem Gemeindeedikt von 1818 die Gemeinde.

### Eingemeindungen
Im Zuge der Gebietsreform in Bayern wurden am 1. Mai 1978 die Gemeinden Dornhausen, Gundelsheim an der Altmühl und Wachstein eingegliedert.

### Einwohnerentwicklung
| Bevölkerungsentwicklung | Bevölkerungsentwicklung | Bevölkerungsentwicklung | Bevölkerungsentwicklung | Bevölkerungsentwicklung | Bevölkerungsentwicklung | Bevölkerungsentwicklung | Bevölkerungsentwicklung | Bevölkerungsentwicklung | Bevölkerungsentwicklung | Bevölkerungsentwicklung |
| ----------------------- | ----------------------- | ----------------------- | ----------------------- | ----------------------- | ----------------------- | ----------------------- | ----------------------- | ----------------------- | ----------------------- | ----------------------- |
| Jahr                    | 1961                    | 1970                    | 1987                    | 1991                    | 1995                    | 2000                    | 2005                    | 2010                    | 2015                    | 2020                    |
| Einwohner               | 0962                    | 0932                    | 1008                    | 1065                    | 1134                    | 1181                    | 1200                    | 1189                    | 1129                    | 1118                    |

## Politik

### Bürgermeister
Erster Bürgermeister ist derzeit Helmut König.

### Wappen
|  | Blasonierung: „In Schwarz auf goldenem Boden ein silberner Ziehbrunnen mit Trog und Eimer.“ |
|  |                                                                                             |

## Kultur und Sehenswürdigkeiten

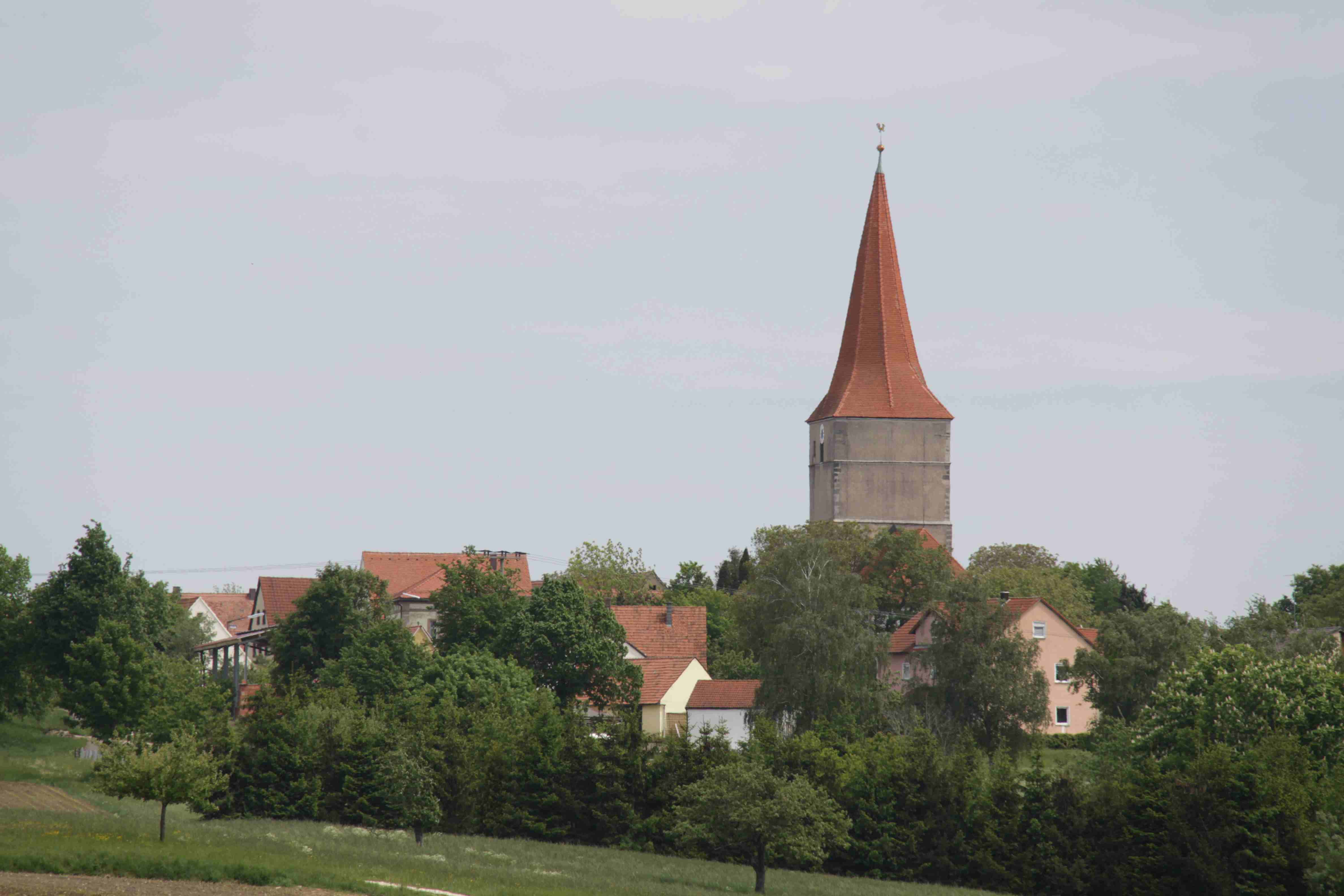
Theilenhofen von Westen

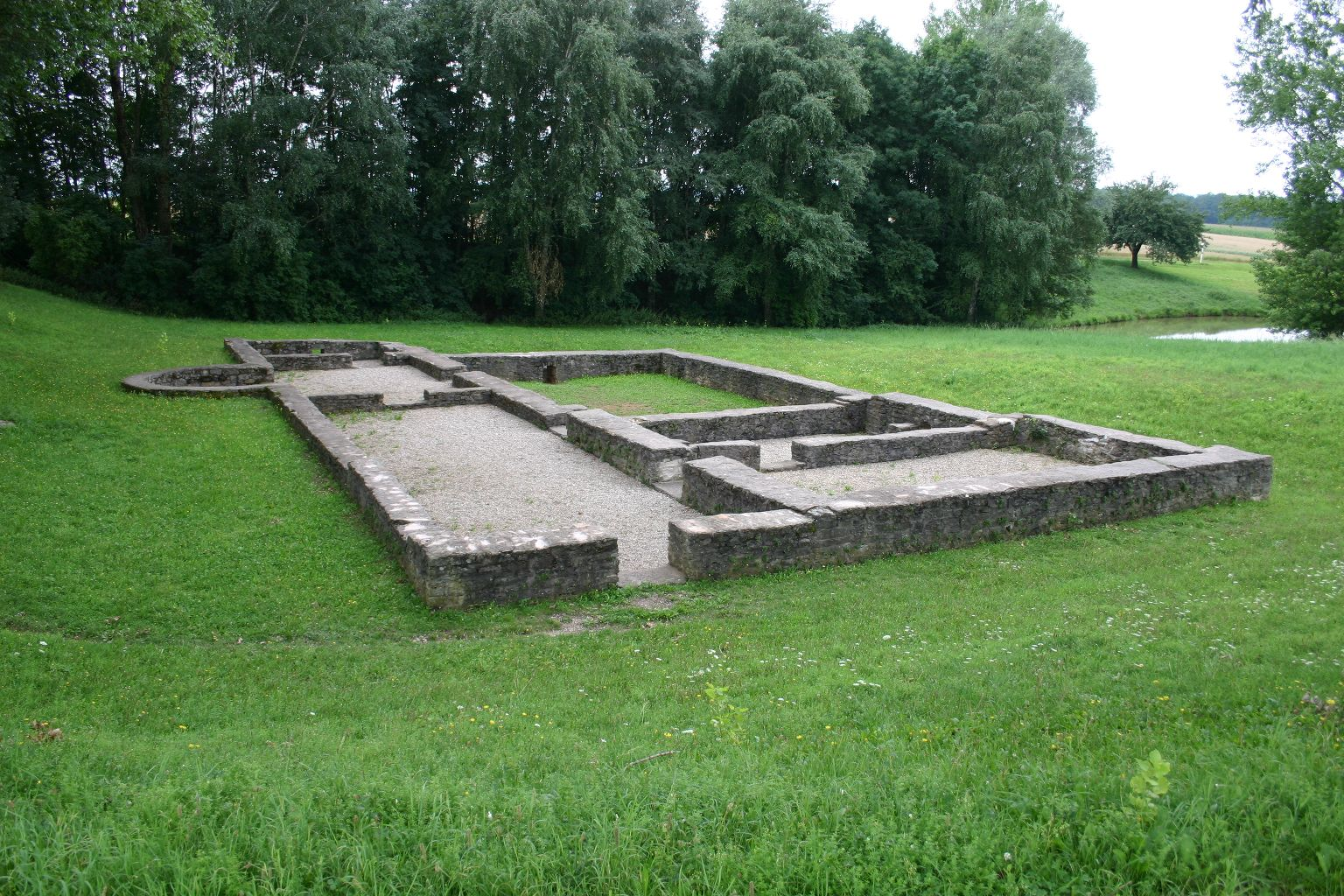
Rekonstruierter Grundriss des Römerbades bei Theilenhofen

In Theilenhofen sind Spuren des Limes zu finden. Der Grundriss des ehemaligen römischen Kastells Iciniacum ist in der Flur „Die Weil“ durch Wege und Baumpflanzungen angedeutet. 250 Meter westlich davon werden Besucher durch eine Informationstafel nahe der Grundmauern des dazugehörigen Militärbades in die Geschichte der antiken Stätte eingeführt.
Im Ort befindet sich die barocke St.-Agatha-Kirche.

## Wirtschaft und Infrastruktur

### Wirtschaft einschließlich Land- und Forstwirtschaft
Im Jahr 2023 gab es nach der amtlichen Statistik 118 sozialversicherungspflichtig Beschäftigten am Arbeitsort. Sozialversicherungspflichtig Beschäftigte am Wohnort gab es insgesamt 533. Im verarbeitenden Gewerbe gab es keine Betriebe, im Bauhauptgewerbe drei Betriebe. Zudem bestanden im Jahr 2020 49 landwirtschaftliche Betriebe mit einer landwirtschaftlich genutzten Fläche von 1853 Hektar, davon waren 1324 Hektar Ackerfläche und 529 Hektar Dauergrünfläche.

### Verkehr
Durch Theilenhofen verlaufen die Bundesstraße 13 sowie die Kreisstraße WUG 2. Der nächste Autobahnanschluss ist die Anschlussstelle Lichtenau der Bundesautobahn 6 in einer Entfernung von circa 32 Kilometern. Der nächste Bahnanschluss besteht in rund 10 Kilometer Entfernung mit dem Bahnhof Gunzenhausen an der Bahnstrecke Treuchtlingen–Würzburg. Der Öffentliche Personennahverkehr wird durch den Verkehrsverbund Großraum Nürnberg sichergestellt.

### Radfernwege
Durch die Gemeinde führt der Deutsche Limes-Radweg. Er folgt dem Obergermanisch-Raetischen Limes über 818 km von Bad Hönningen am Rhein nach Regensburg an der Donau.

### Bildung
Es gibt folgende Einrichtungen (Stand 2024):
- 1 Kindertageseinrichtung: 62 genehmigte Betreuungsplätze, 59 Kinder
- 1 Volksschule: 6 Lehrkräfte, 102 Schülerinnen und Schüler

Theilenhofen ist Mitglied des Schulverbandes Pfofeld-Theilenhofen im Grundschulbereich und des Schulverbandes Grund- und Mittelschule Absberg-Haundorf im Mittelschulbereich.